# Robert Dietrich Garbade
Robert Dietrich Garbade (Nueva York, Estados Unidos, 28 de junio de 1918 - Zúrich, Suiza, 5 de abril de 1983) fue el primer director de fotografía de la televisión suiza, guionista y director de documentales y largometrajes.

## Biografía
Robert D. Garbade era hijo del banquero Theodore Garbade y Aída Ambrosia Heydrich, hija del empresario cubano Emilio Heydrich. Tras su juventud en Nueva York, San Sebastián y Lucerna, estudió en la Escuela Alemana de Cine de Múnich. De regreso a Suiza, comenzó su carrera como camarógrafo y participó en el rodaje de varias películas suizas, entre ellas Weyherhus (La casa del estanque) de R. Guggenheim (1940), S'Margritli und Soldat (Marguerite y el soldado) de  A. Kern (1940 /1941),  Matteo (Asesinato en el manicomio) de Leopold Lindtberg (1946/47) y Die Venus von Tivoli con Paul Hubschmid y Heinrich Gretler de Leonard Steckel (1953). Trabajó como operador de cámara para Emil Berna en el largometraje Los ángeles perdidos de Fred Zinnemann (1948).
Fue camarógrafo de numerosos documentales, entre ellos el documental Las Olimpíadas en Sankt Moritz (1948) y Entendons-nous, tout ira mieux (1949) y el primer camarógrafo de la televisión suiza (1950). Para la Wochenschau filmó el colgamiento de Benito Mussolini. En los años 50, los programas de viajes y los reportajes sobre países lejanos se encontraban entre los temas más populares de la televisión suiza. Varias series abordaron el tema y en el primer programa con Alphons Matt, Garbade informó sobre un viaje a Montenegro y la costa dálmata y dirigió los nueve episodios de Ven conmigo a Canadá (1957). En un programa de 13 capítulos sobre la guerra, filmó La amenaza, el shock, la autoafirmación de un pequeño Estado (1970-1974).
Garbade murió de cáncer en 1983 a la edad de 64 años; su tumba se encuentra en el cementerio de Rehalp en Zúrich.